# Aspidelaps scutatus
Espèce
Synonymes
- Cyrtophis scutatus Smith, 1849
- Naia fulafula Bianconi, 1849
- Aspidelaps scutatus fulafula (Bianconi, 1849)
- Aspidelaps scutatus bachrani Mertens, 1954

Aspidelaps scutatus est une espèce de serpents de la famille des Elapidae.

## Répartition
Cette espèce se rencontre en Afrique du Sud, en Namibie, au Botswana, au Zimbabwe et au Mozambique.

## Description
C'est un serpent venimeux.

## Liste des sous-espèces
Selon The Reptile Database (7 mai 2015) :
- Aspidelaps scutatus fulafulus (Bianconi, 1849)
- Aspidelaps scutatus intermedius Broadley, 1968
- Aspidelaps scutatus scutatus (Smith, 1849)

## Publications originales
- Bianconi, 1849 : Alcune nuove specie di rettili del Mozambico. Nuovi annali delle scienze naturali, sér. 2, vol. 10, p. 106-109 & 202-208 (texte intégral).
- Broadley, 1968 : A revision of Aspidelaps scutatus (A. Smith) (Serpentes: Elapinae). Arnoldia, vol. 4, no 2, p. 1-9.
- Smith, 1849 : Illustrations of the Zoology of South Africa; Consisting Chiefly of Figures and Descriptions of the Objects of Natural History Collected during an Expedition into the Interior of South Africa, in the Years 1834, 1835, and 1836 . Vol. III. Reptilia. London: Smith, Elder, & Co..